# 克罗瓦
克罗瓦（法語：Croy）是瑞士联邦西部法语区的沃州下设的一个镇。在行政上属于沃州北汝拉区管辖。克罗瓦的总面积为4.48平方公里。截至2010年底，总人口为325。